# Référendum sur l'indépendance de la Croatie
Le référendum sur l'indépendance de la Croatie a eu lieu le 19 mai 1991. Il a été organisé à la suite des élections législatives de 1990 remportées par le parti nationaliste HDZ. Le « oui » l'a très largement emporté, entraînant la proclamation de l'indépendance de la Croatie le 25 juin 1991 et par conséquent sa séparation de la Yougoslavie. Cependant, un moratoire de trois mois fut mis en place à la suite de l'accord de Brioni et à la demande de la CEE et de l'OSCE. La guerre de Croatie éclata durant le moratoire et le Parlement de Croatie coupa les derniers liens existants avec la Yougoslavie le 8 octobre 1991.

## Contexte
Après la Seconde Guerre mondiale, la Croatie devint une république fédérée à parti unique au sein de la Yougoslavie communiste, jouissant cependant d'un certain degré d'autonomie. En 1967, des auteurs et des linguistes croates publièrent une déclaration sur le statut et le nom de la langue croate demandant une plus grande autonomie pour la langue croate. La déclaration contribua à un mouvement national réclamant plus de droits civils et une décentralisation de l'économie yougoslave. Ce mouvement culmina avec le Printemps croate de 1971, supprimé par les dirigeants yougoslaves. Pourtant la Constitution yougoslave donna en 1974 une autonomie accrue aux différentes unités fédérées.
Dans les années 1980, la situation politique se détériora en Yougoslavie et des tensions se développèrent entre les différentes composantes de la fédération. En janvier 1990, le parti communiste se fragmenta et la faction croate réclama une fédération plus faible. La même année, des élections libres furent organisées et la victoire du nationaliste Franjo Tuđman ne fit qu'exacerber les tensions existantes. Il fut alors décidé d'organiser un référendum sur l'indépendance de la Croatie.

## Référendum

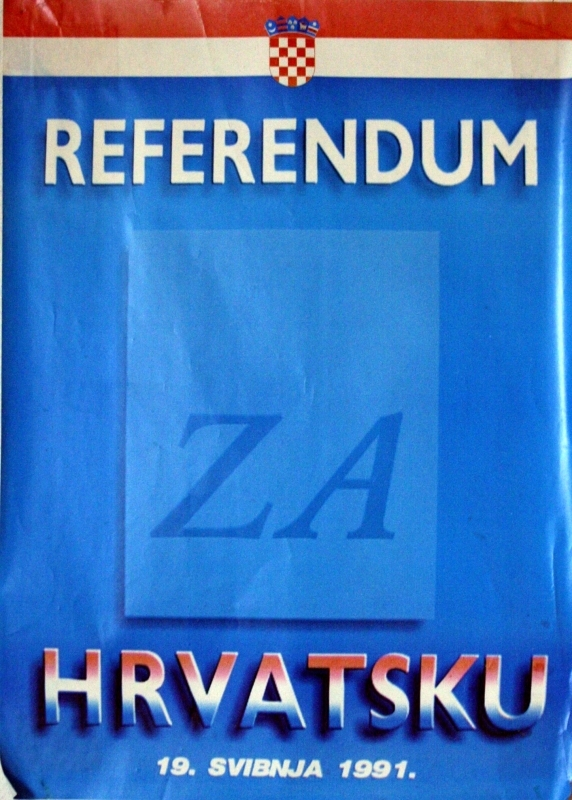
Affiche électorale de 1991

Le 25 avril 1991, le Sabor décida d'organiser le référendum sur l'indépendance le 19 mai 1991. Cette décision fut publiée au journal officiel de la République de Croatie et devint officielle le 2 mai 1991.
Deux questions furent posées aux Croates: la première concernant l'indépendance et la souveraineté de la Croatie (avec une garantie d'autonomie culturelle et de respect des droits civiques pour les Serbes et les autres minorités), la seconde portant sur le maintien de la Croatie au sein d'une Yougoslavie fédérale. Le vote fut organisé dans 7 691 bureaux. Deux bulletins furent distribués aux électeurs, un bleu pour la première question (indépendance) et un rouge pour la seconde (maintien en Yougoslavie). Ce système permit aux électeurs de répondre à une seule question ou aux deux selon leur choix.
Les autorités locales serbes appelèrent au boycott du scrutin, appel qui fut largement suivi par la population serbe de Croatie. La participation finale fut de 83,56 %.

### Résultats
Concernant l'indépendance et la souveraineté de la Croatie (question 1), le « oui » l'emporta largement avec plus de 93 % des suffrages. À l'inverse le maintien au sein de la Yougoslavie (question 2) fut massivement rejeté (plus de 92 % de « non »).
| Inscrits                                                     | 3 652 225           | 3 652 225           |
| Votants                                                      | (83,56 %) 3 051 881 | (83,56 %) 3 051 881 |
| Question 1: indépendance et souveraineté de la Croatie       |                     |                     |
| Réponse                                                      | Votes               | %                   |
| Oui                                                          | 2 845 521           | 93,24               |
| Non                                                          | 126 630             | 4,15                |
| Question 2: maintien de la Croatie au sein de la Yougoslavie |                     |                     |
| Réponse                                                      | Votes               | %                   |
| Oui                                                          | 164 267             | 5,38                |
| Non                                                          | 2 813 085           | 92,18               |
| Source: Commission électorale                                |                     |                     |

Question 1: Indépendance et souveraineté de la Croatie:
| 93,24 % | 4,15 % |
| Oui     | Non    |

Question 2: Maintien au sein de la fédération de Yougoslavie:
| 5,38 % | 92,18 % |
| Oui    | Non     |

## Conséquences
Le résultat étant sans appel, la Croatie proclama son indépendance et la dissolution de son association avec la Yougoslavie le 25 juin 1991. À la suite des demandes de la CEE et de l'OCDE, la Croatie accepta de « geler » sa déclaration d'indépendance pendant trois mois. Ce moratoire n'empêcha pas la poursuite des tensions puis des combats avec l'armée yougoslave. À la fin du moratoire, le Parlement croate coupa les derniers liens avec la Yougoslavie.
La reconnaissance de l'indépendance de la Croatie se fit graduellement. La Slovénie, qui a proclamé son indépendance le même jour que la Croatie, fut la première à reconnaitre la Croatie indépendante, le 26 juin 1991. Elle fut suivie par la Lituanie le 30 juillet 1991, puis par l'Ukraine, la Lettonie, l'Islande et l'Allemagne en décembre 1991. La Croatie fut reconnue diplomatiquement par la CEE le 15 janvier 1992, puis par l'ONU en mai de la même année.